# Josep Costa Ramon
Josep Costa Ramon (Eivissa 1907 - 1986) fou un advocat i periodista eivissenc, germà d'Antoni Costa Ramon. Estudià dret a Múrcia i a Madrid i durant un temps fou membre del grup maçònic Sol Naixent d'Eivissa. Per aquest motiu després de la guerra civil espanyola fou jutjat pel Tribunal Repressor de la Maçoneria i del Comunisme.
Treballà com a advocat a Eivissa i fou un gran estudiós del dret foral eivissenc, publicats a la revista Ibiza el 1946-1950. Fou un dels fundadors de l'Institut d'Estudis Eivissencs. També col·laborà als diaris La Voz de Ibiza, El Liberal de Múrcia, El Heraldo de Madrid i El Liberal de Madrid.

## Obres
- Derecho foral ibicenco (1950)